# Daily Express
«Дейли экспресс» (англ. Daily Express) — британский таблоид. Это название — собственность издания Express Newspapers, которое в настоящее время принадлежит медиахолдингу Reach plc. На июнь 2011 тираж составил 625 952.
Express Newspapers также издает Sunday Express (с 1918), Daily Star и Daily Star Sunday.

## История

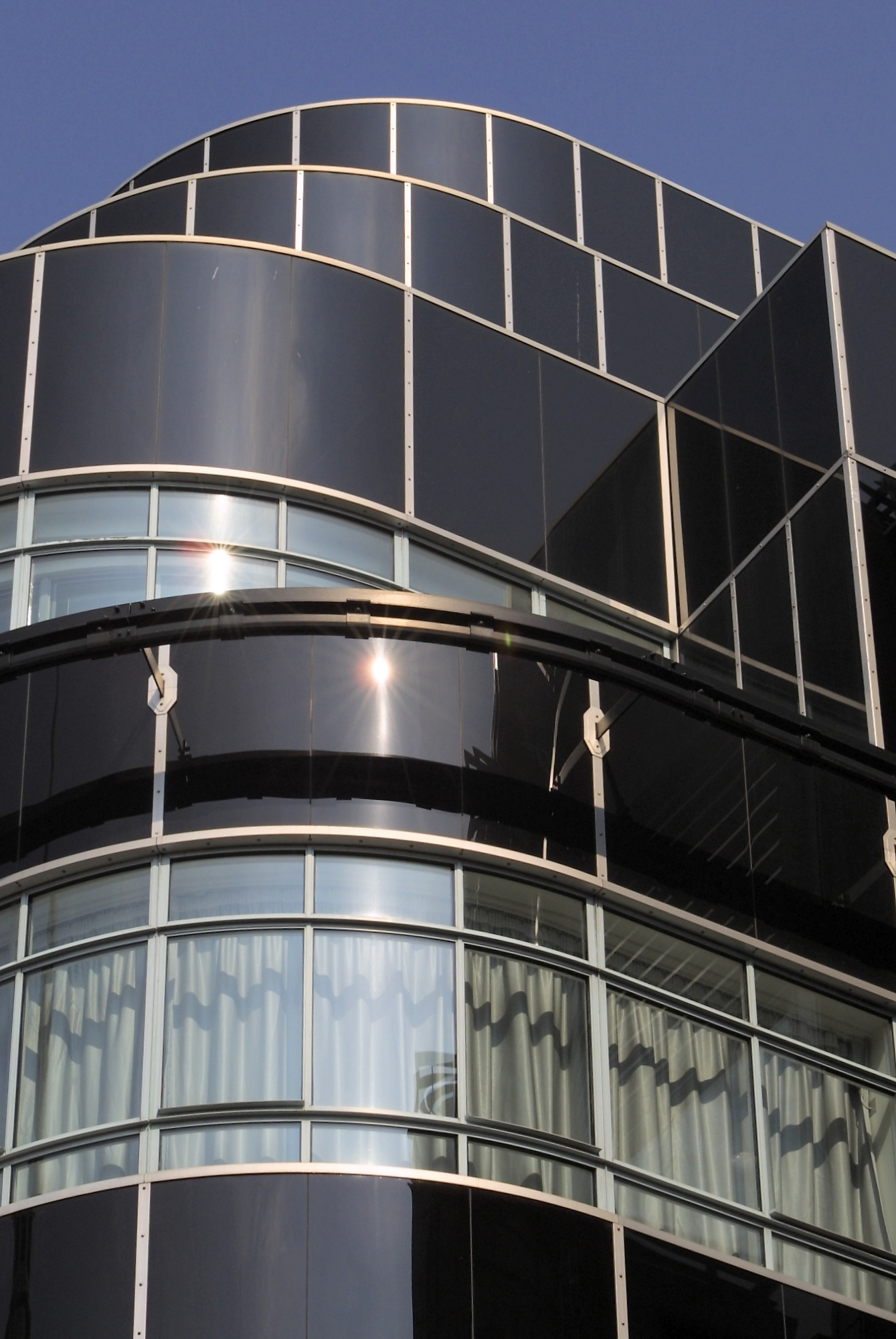
Офис в Лондоне

«Daily Express» был основан в 1900 году Артуром Персоном, который после потери зрения продал его лорду Бивербруку в 1916 году. Это была одна из первых газет, где печатали и сплетни, и спортивные новости, и женские советы. Также это первая газета в Великобритании, напечатавшая у себя кроссворд. Советский коммунист и революционер Лев Троцкий после своего изгнания из СССР в 1929 году писал статьи в этой газете.
В марте 1962 лорд Бивербрук подвергся нападкам в Палате общин за то, что «руководил вендеттой» против королевской семьи в своих газетах. В том же месяце принц Филипп, герцог Эдинбургский произнёс одну из своих самых известных неосторожных фраз, сказав про «Экспресс»: «чёртова, ужасная газета. Там полно лжи, скандала и вымысла. Это — порочная газета».
В 2000 году таблоид Express Newspapers был куплен Ричардом Десмондом, издателем ряда журналов, включая журнал о знаменитостях OK!. Покупка вызвала негативную реакцию, поскольку тогда Десмонду также принадлежал ряд порнографических журналов, таких как Big Ones и Asian Babes, из-за чего он получил кличку «Грязный Дес» (данную журналом «Private Eye»). Десмонд — всё ещё владелец самого популярного порнографического телевизионного канала в Великобритании Television X. Покупка Десмондом газеты привела к уходу многих сотрудников, включая тогдашнего редактора, Роузи Бойкотт, и переходу комментатора Питера Хиченса в The Mail on Sunday, поскольку он отказался по моральным причинам работать в газете, принадлежавшей порнографическому деятелю.
В конце 2008 «Экспресс» начала выполнять план по сокращению 80 рабочих мест с целью сокращения затрат на £2,5 миллиона. Некоторые сотрудники согласились уволиться по собственному желанию
. В начале 2008 года из-за подобных сокращений была организована первая за 18 лет 24-часовая забастовка работников прессы в Великобритании. В конце августа 2009 был представлен очередной план по сокращению рабочих мест, затрагивавший «Daily Express», «Sunday Express», «Daily Star» и «Daily Star Sunday».
В феврале 2018 года Northern & Shell за 200 млн. ф.с. продала Trinity Mirror ряд изданий, включая газеты (Daily Express, Sunday Express, Daily Star, Daily Star Sunday) и журналы (OK!, New!, и Star)..

## Sunday Express
В 1918 был запущен воскресный выпуск — Sunday Express. По состоянию на 2010 г. главным редактором является Мартин Тоунсенд. Тираж в сентябре 2010 составлял 560 273 еженедельно, в то время как его главный конкурент «Mail on Sunday» продал 1 626 607 копий за тот же самый период.